# Mettmann
Mettmann è una città di 38 808 abitanti della Renania Settentrionale-Vestfalia, in Germania.
È il capoluogo al circondario omonimo (targa ME).
Mettmann si fregia del titolo di "Media città di circondario" (Mittlere kreisangehörige Stadt).

## Storia
Situata lungo l'antica rotta commerciale strata coloniensis, il borgo lotaringio di Medamana ("tra due fiumi") appare storicamente per la prima volta nei documenti dell'ultimo sovrano carolingio Ludovico IV il Fanciullo nel 904. Nel 1363 Mettmann fu uno degli otto borghi amministrativi della contea di Berg. Successivamente il borgo di Mettmann divenne indipendente per volere del Consigliere del Duca di Kleve, ricevendo il diritto di eleggere un proprio borgomastro e di erigere mura cittadine.

Durante le conquiste napoleoniche Mettmann entrò a far parte del Granducato di Berg, dopo la sconfitta di Napoleone il suo territorio, a partire dal 1815, fece parte del territorio dello stato prussiano.

## Monumenti e luoghi di interesse
- Grotta Kleine Feldhofer nella valle di Neander; in questa grotta nel 18556 furono trovati i resti, che consistevano nella parte superiore del cranio, alcune ossa, parte dell'osso pelvico, alcune costole e ossa del braccio e della spalla,[senza fonte] di quello che fu identificato come il primo rinvenimento relativo all'Homo neanderthalensis.

## Amministrazione

### Gemellaggi
- Laval, dal 1974

Mettmann intrattiene rapporti di amicizia con:
- Markranstädt, dal 1990
- Żnin, dal 1997
- Goražde, dal 1998

Mettmann intrattiene rapporti di collaborazione con:
- San Felice Circeo, dal 2008

Fonte: